# Voskenslaan (Gent)

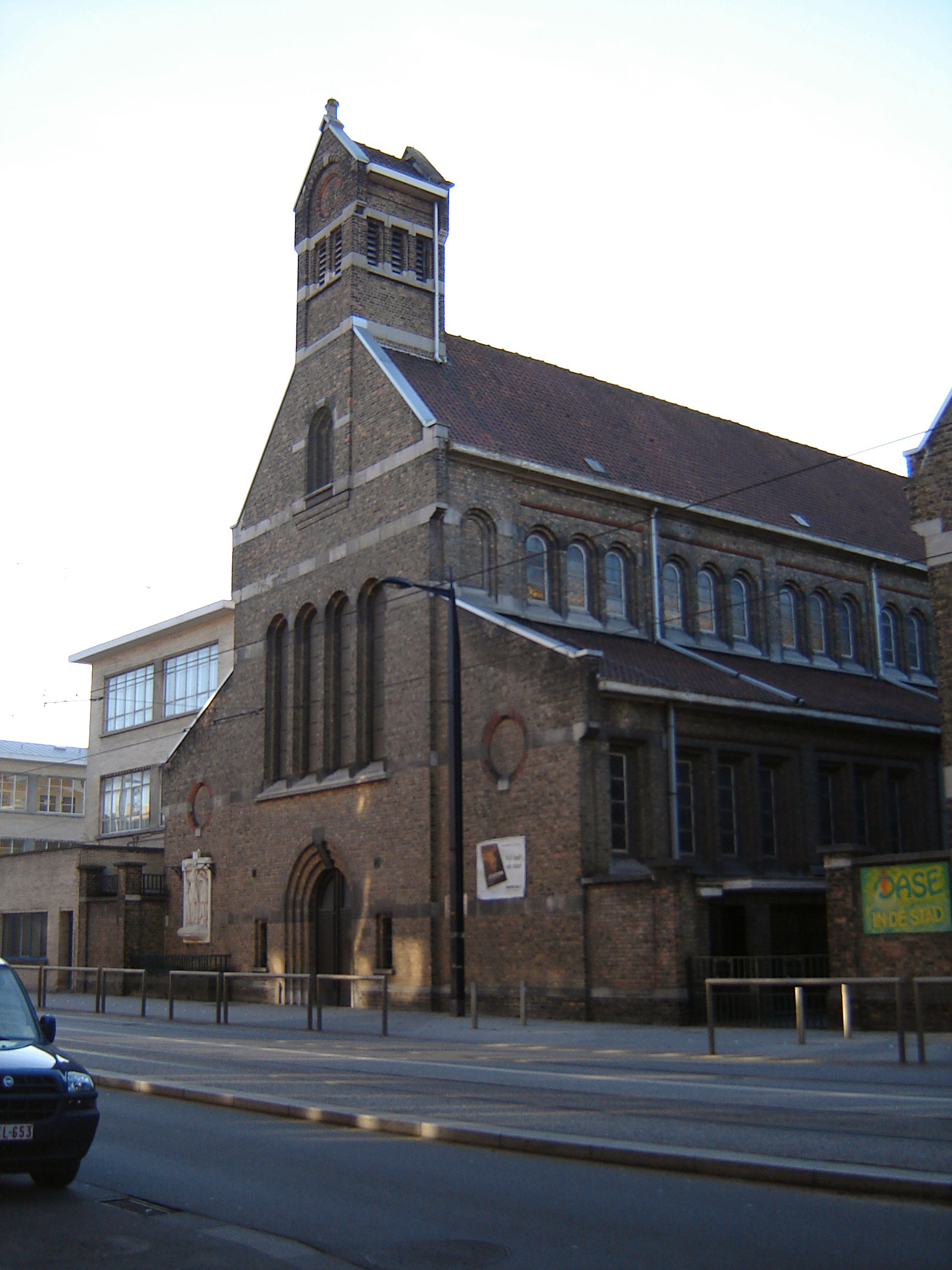
Redemptoristenkerk. Merk op de voorgrond de voetgangerspaaltjes op

De Voskenslaan is een straat in de Belgische stad Gent. De bochtige weg is ruim één kilometer lang en ligt ten zuiden van het historische centrum in de buurt van het Sint-Pietersstation. De Voskenslaan sluit in het zuiden aan op het kruispunt de Sterre, en was tot 2011 in het noorden verbonden met het Koningin Maria Hendrikaplein voor het station via de Voskenstunnel. Sinds de sloop van de tunnel is er niet langer doorgaand verkeer naar het stationsplein mogelijk en gaat de Voskenslaan over in de Sint-Denijslaan. Centraal door de straat loopt de belangrijkste tramlijn van de Gentse tram, op de laatste 200 meter voor de Sterre na.
Langs deze Gentse verkeersas huizen de gemeenschap van de paters Redemptoristen en enkele Gentse scholen, zoals het Koninklijk Atheneum Voskenslaan en een deel van de Hogeschool Gent (Campus Schoonmeersen).
De Voskenslaan is een oude buurtweg, die vroeger door het moerassig en landelijk gebied van Sint-Pieters-Aalst was getrokken. De straat kende vroeger wat verspreide bebouwing, waarvan een als monument beschermd hoevetje op de hoek met de Tuinwijklaan nog getuigt. Onder de toen pas verhoogde spoorlijn in het noorden werd in 1910-11 een brug gebouwd, die na de Eerste Wereldoorlog werd vernieuwd. Sinds het eind van 19de en in de 20ste eeuw werd de straat volgebouwd en door lintbebouwing en verkaveling van de omliggende gronden werd het uiteindelijk een deel van de verstedelijking van de stadskern.

## Heraanleg
Tussen 2001 en 2003 werd de hele straat heraangelegd. Niet alleen werden de rioleringen vervangen, ook werd de tramlijn 1 door de straat verlengd. Deze heraanleg, die ettelijke miljoenen euro kostte en de afbraak van verschillende huizen eiste, was een Gentse controverse.
Oorspronkelijk was besloten om van de laan een eenrichtingsstraat te maken, waardoor de tram een afzonderlijke bedding zou krijgen, net als andere straten in de buurt. Wanneer de werken in een vergevorderd stadium waren, werd deze beslissing omgekeerd, zodat auto's de straat nog altijd in twee richtingen zouden kunnen doorrijden.
Op dat moment was de aparte bedding al aangelegd, waardoor in feite geen plaats meer was voor een tweede rijvak. Daarom werd besloten om de autostrook van het station weg op de rechterkant van de al aangelegde trambedding te leggen. Dit werd aangeduid met enkele lijnen op de grond.
Deze lijnen waren niet genoeg. Aan de rechterkant was het hoogteverschil tussen de trambedding/autostrook en het voetpad onbestaand, waardoor de voetgangers gevaar liepen. Dit werd opgevangen door het voetpad af te bakenen met paaltjes, waardoor de voetgangers gehinderd worden door bijna 1000 paaltjes op zo'n 600 meter, net zoals de auto's die uit of in hun garage willen rijden.

## Scholen
In de Voskenslaan bevinden zich drie scholen, namelijk de basisschool Voskenslaan, middenschool Voskenslaan en atheneum Voskenslaan. Deze scholen behoren tot de gemeenschapsonderwijs. Bovendien grenst de campus Schoonmeersen van de Hogeschool HoGent aan de Voskenslaan.